# Molly Parker

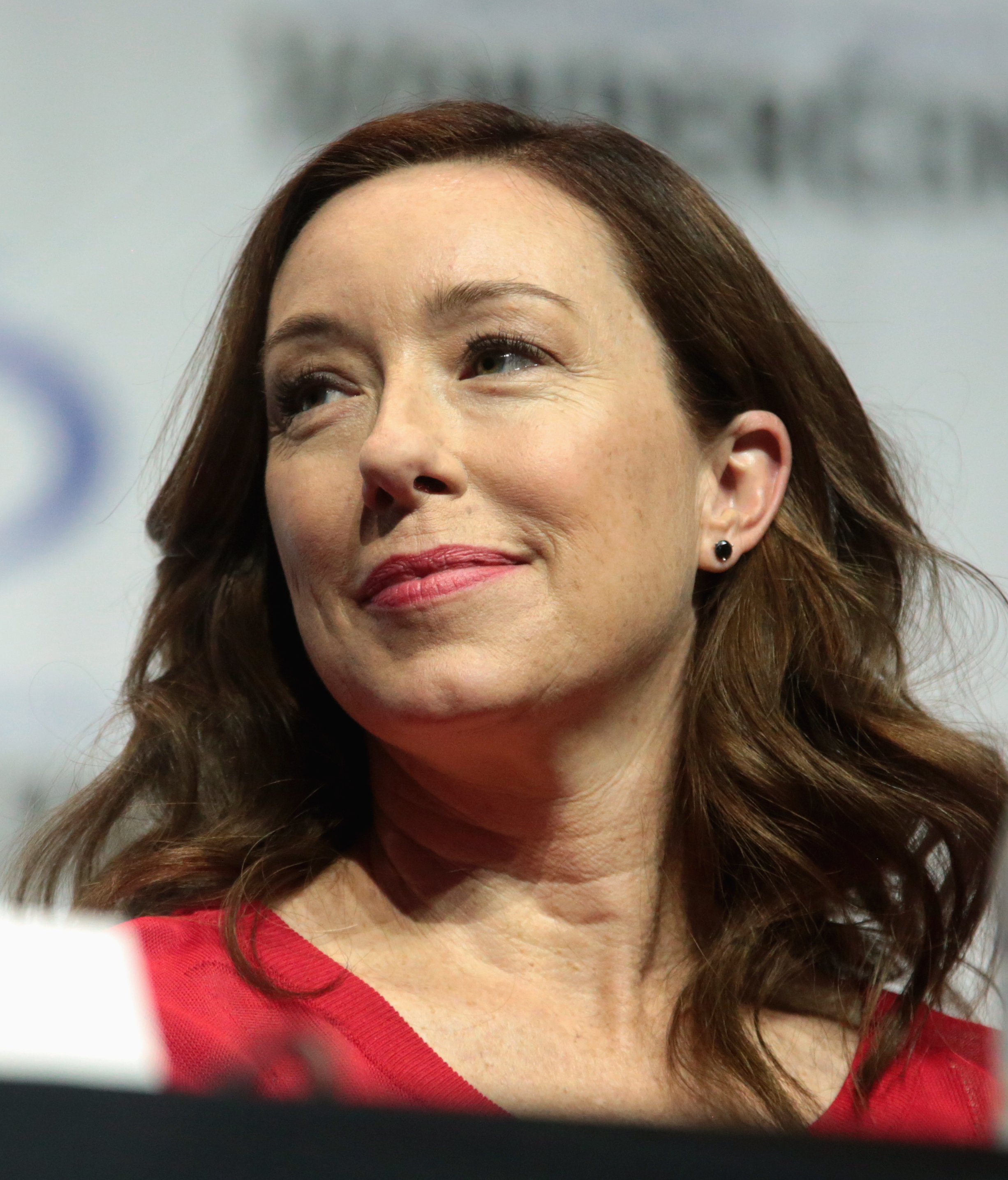
Molly Parker auf der WonderCon Anaheim 2018

Molly Parker (* 17. Juli 1972 in Maple Ridge, British Columbia) ist eine kanadische Schauspielerin.

## Leben und Karriere
Molly Parker wuchs in einer Kommune in Pitt Meadows, British Columbia auf. Sie hat einen jüngeren Bruder. Im Alter von 3 Jahren begann sie eine Ballettausbildung, im Rahmen derer sie auch drei Jahre in der Ballettkompanie der Royal Winnipeg Ballet School verbrachte. Im Alter von 16 Jahren beendete sie ihre Tanzkarriere zu Gunsten der Schauspielerei. Nach ihrem High-School-Abschluss absolvierte sie eine dreijährige Schauspielausbildung am Gastown Actors’ Studio in Vancouver.
Parker begann ihre Schauspielkarriere mit Rollen in Fernsehserien und anderen Fernsehproduktionen, wurde jedoch auch bald in kanadischen Filmproduktionen in Hauptrollen besetzt. In Europa ist sie insbesondere seit 2002 durch ihren Gastauftritt als weiblicher Rabbi in der Fernsehserie Six Feet Under – Gestorben wird immer und danach folgenden Nebenrollen in US-amerikanischen Filmproduktionen wie beispielsweise der Neuverfilmung von The Wicker Man mit Nicolas Cage bekannt. Im kanadischen Raum machte sich Parker im Wesentlichen durch herausfordernde Frauenrollen, wie zum Beispiel einer Nekrophilen in Kissed – Todeskuß einen Namen, zeigte aber auch ihr komödiantisches Talent, beispielsweise in der Sitcom Twitch City. In der zweiten bis vierten Staffel von House of Cards verkörperte sie als Jacqueline Sharp die Nachfolgerin von Frank Underwood als Majority Whip der Demokraten.
Parker war von 2002 bis 2016 mit dem Regisseur und Produzenten Matt Bissonnette verheiratet, das Paar lebte jedoch schon seit 2009 getrennt. Zusammen haben sie einen Sohn (* 2006).

## Filmografie (Auswahl)

### Filme
- 1991: Silent Motive – Mord in Hollywood (Silent Motive, Fernsehfilm)
- 1994: Der Vatermörder (Paris or Somewhere, Fernsehfilm)
- 1995: Ebbies Weihnachtsgeschichte (Ebbie, Miracle at Christmas: Ebbie’s Story)
- 1995: Schreckensflug der Boeing 767 (Falling from the Sky: Flight 174)
- 1996: Kissed – Todeskuss (Kissed)
- 1996: Hard Core Logo
- 1996: Titanic (Fernsehfilm)
- 1997: Intensity – Allein gegen den Killer (Intensity)
- 1997: Bliss – Im Augenblick der Lust (Bliss)
- 1999: The Five Senses
- 1999: Ein Hauch von Sonnenschein (The Taste of Sunshine)
- 1999: Wonderland
- 2000: Suspicious River – Fatale Berührung (Suspicious River)
- 2000: Waking the Dead
- 2001: The War Bride
- 2001: Macht der Begierde (The Center of the World)
- 2001: Last Wedding
- 2001: Rare Birds
- 2002: Men With Brooms
- 2002: Marion Bridge
- 2002: Ein Kind von Traurigkeit (Pure)
- 2002: Max
- 2004: Alice Paul – Der Weg ins Licht (Iron Jawed Angels)
- 2004: The Good Shepherd
- 2005: Nine Lives
- 2005: Break A Leg
- 2006: The Wicker Man
- 2006: Die Hollywood-Verschwörung (Hollywoodland)
- 2006: Who Loves the Sun
- 2009: The Road
- 2012: Hemingway & Gellhorn
- 2013: Immer wieder Weihnachten (Pete’s Christams, Fernsehfilm)
- 2016: Amerikanisches Idyll (American Pastoral)
- 2017: Small Crimes
- 2017: 1922
- 2019: Deadwood (Fernsehfilm)
- 2020: Words on Bathroom Walls
- 2020: Pieces of a Woman
- 2021: Jockey
- 2023: Peter Pan & Wendy
- 2024: You Gotta Believe

### Fernsehserien
- 1991–1994: Neon Rider (3 Folgen, verschiedene Rollen)
- 1992: Nightmare Cafe (Folge 1x03)
- 1993: Madison (Folge 1x04)
- 1995: Outer Limits – Die unbekannte Dimension (The Outer Limits, Folge 1x19)
- 1995: Highlander (Folge 2x02)
- 1996: Der Sentinel – Im Auge des Jägers (The Sentinel, Folge 1x01)
- 1996: Poltergeist – Die unheimliche Macht (Poltergeist: The Legacy, Folge 1x10)
- 1996: Lonesome Dove: The Outlaw Years (2 Folgen)
- 1998–2000: Twitch City (13 Folgen)
- 2002: Six Feet Under – Gestorben wird immer (Six Feet Under, 2 Folgen)
- 2004–2006: Deadwood (36 Folgen)
- 2010: Human Target (Folge 2x02)
- 2010: Shattered (6 Folgen)
- 2011: Dexter (4 Folgen)
- 2012: The Firm (22 Folgen)
- 2013: Motive (Folge 1x05)
- 2014–2016: House of Cards (25 Folgen)
- 2016: Goliath (8 Folgen)
- 2018–2021: Lost in Space – Verschollen zwischen fremden Welten (Lost in Space, 28 Folgen)
- 2023: Essex County (5 Folgen)
- 2025: Doc

## Auszeichnungen
- 1996: Gemini Award Nominierung (Paris Or Somewhere)
- 1997: Genie Award Preisträgerin (Kissed)
- 1998: Málaga International Week Of Fantastic Cinema Preisträgerin (Kissed)
- 2001: Leo Award Nominierung (Suspicios River)
- 2002: Independent Spirit Awards Nominierung (The Center of the World)
- 2002: Genie Award Nominierung (The War Bride)
- 2002: Genie Award Preisträgerin (Last Wedding )
- 2002: Canadian Comedy Award Nominierung (Last Wedding)
- 2003: Genie Award Nominierung (Men With Brooms)
- 2004: Genie Award Nominierung (Marion Bridge)
- 2005: Gotham Award Nominierung (Nine Lives)
- 2005: Internationales Filmfestival von Locarno Preisträgerin (Nine Lives)
- 2007: Screen Actors Guild Awards Nominierung (Deadwood)
- 2007: Beverly Hills Film Festival Preisträgerin (Who Loves the Sun)